# Зима невдоволення
Зима невдоволення — це період з кінця вересня 1978 року до лютого 1979 року у Великій Британії, який характеризувався широкомасштабними страйками приватних, а пізніше й державних профспілок, які вимагали підвищення заробітної плати, що перевищувало ліміти, встановлені прем'єр-міністром Джеймсом Каллаганом та його урядом Лейбористської партії, всупереч опору Конгресу профспілок (TUC), для контролю інфляції. Деякі з цих виробничих конфліктів спричинили великі громадські незручності, які посилилася найхолоднішою зимою за 16 років, під час якої сильні шторми ізолювали багато віддалених районів країни. 
Страйк робітників компанії «Форд» наприкінці 1978 року було врегульовано підвищенням заробітної плати на 17%, що значно перевищувало 5-відсоткову межу, до якої уряд обмежував своїх робітників, маючи намір подати приклад приватному сектору, після того, як на щорічній конференції Лейбористської партії переважною більшістю голосів було прийнято резолюцію із закликом до уряду не втручатися в ситуацію. Наприкінці року розпочався страйк автоперевізників, що супроводжувався сильним штормом, як і на початку 1979 року. Пізніше того ж місяця багато державних службовців також наслідували цей приклад. Ці дії включали неофіційний страйк могильників, які працюють у Ліверпулі і Темсайді, а також страйки збирачів сміття, які залишали невивезене сміття на вулицях і в громадських місцях, зокрема на лондонській площі Лестер-сквер. Крім того, допоміжні працівники Національної служби охорони здоров'я сформували пікети, щоб заблокувати входи до лікарень, в результаті чого багато лікарень були змушені приймати лише невідкладних пацієнтів.
Заворушення мали глибші причини, ніж обурення обмеженнями на підвищення заробітної плати. Внутрішні розбіжності в лейбористській партії щодо її відданості соціалізму, що проявилися в суперечках про реформу трудового законодавства та макроекономічну стратегію в 1960-х і на початку 1970-х років, нацькували членів виборчих округів на партійний істеблішмент. Багато страйків було ініційовано на місцевому рівні, а національні профспілкові лідери здебільшого були не в змозі їх зупинити. Членство в профспілках, особливо в державному секторі, стало більш жіночим і менш білим, а зростання профспілок державного сектору не принесло їм співмірної частки влади в Конгресі профспілок.
Після того, як Каллаганповернувся з конференції на вищому рівні в тропіках в той час, коли страйк перевізників і погода серйозно підірвали економіку, змусивши тисячі людей звернутися за допомогою по безробіттю, його заперечення того, що в країні «наростає хаос», було перефразовано у відомому заголовку газети “Сан”: "Криза? Яка криза?". Визнання лідером консерваторів Маргарет Тетчер серйозності ситуації в партійному політичному ефірі через тиждень стало запорукою її перемоги на загальних виборах, що відбулися через чотири місяці після того, як уряду Каллагана було висловлено вотум недовіри. Прийшовши до влади, консерватори, які під керівництвом Тетчер почали критикувати профспілки як надто впливові, ухвалили закон, подібний до того, що був запропонований у лейбористській «Білій книзі» десять років тому, який забороняв багато практик, таких як вторинне пікетування, що посилювало наслідки страйків. Тетчер, а пізніше й інші консерватори, такі як Борис Джонсон, продовжували посилатися на «Зиму невдоволення» під час виборчих кампаній; минуло 18 років, перш ніж до влади прийшов інший лейбористський уряд. Наприкінці 2010-х років, після чергових поразок лейбористів, деякі британські ліві стверджували, що наратив про «Зиму невдоволення» є неточним і що політика наступних десятиліть була набагато більш шкідливою для Британії.
Термін «Зима невдоволення» взято з першого рядка п'єси Вільяма Шекспіра «Річард ІІІ»:28 Його авторство приписують Ларрі Ламбу,:254 тодішньому редактору газети «The Sun», у редакційній статті від 3 травня 1979 р.:64 Однак раніше його використав лорд Ліпсі у записці на Даунінг-стріт 1978 р., і йому приписують кілька некрологів.

## Передісторія
Зима невдоволення була викликана поєднанням різних соціальних, економічних і політичних чинників, які розвивалися протягом більше десяти років.

### Розбіжності в Лейбористській партії щодо макроекономічної стратегії
Під впливом Ентоні Кросленда, члена більш поміркованого гайцкеллістського крила Лейбористської партії у 1950-х роках, партійний істеблішмент став дотримуватися більш поміркованого курсу дій, ніж у попередні роки перед Другою світовою війною. У своїй книзі «Майбутнє соціалізму» Кросланд стверджував, що уряд здійснює достатній контроль над приватною промисловістю, тому немає необхідності в її націоналізації, до якої давно закликала партія, і що кінцевих цілей соціалізму можна легко досягти, забезпечивши довгострокову економічну стабільність і розбудовуючи державу загального добробуту. Його «ревізіоністські» погляди стали точкою зору лейбористів на післявоєнний консенсус, в якому і вони, і Консервативна партія в принципі погодилися з сильною державною роллю в економіці, сильними профспілками та державою загального добробуту як основою процвітання Британії.
У 1970-х роках, після сплеску радикальної лівої політики наприкінці 1960-х, ця точка зору була піддана сумніву в книзі іншого лейбориста Стюарта Голланда «Соціалістичний виклик» (The Socialist Challenge). Він стверджував, що всупереч твердженням Кросленда, уряд не може здійснювати значний контроль над найбільшими британськими компаніями, які, ймовірно, продовжуватимуть консолідуватися в олігополію, яка до 1980-х років може підняти ціни настільки високо, що уряди, які дотримуються принципів кейнсіанської економіки, не зможуть забезпечити своїм громадянам можливість повної зайнятості, яку вони мали після війни, і використовувати трансфертне ціноутворення для уникнення сплати британських податків. Голланд закликав повернутися до націоналізації, стверджуючи, що отримання контролю над 25 найбільшими компаніями призведе до створення ринку з більшою конкуренцією та меншою інфляцією.
Ідеї Голланда лягли в основу Альтернативної економічної стратегії (АЕС), яку просував Тоні Бенн, тодішній міністр промисловості в лейбористських урядах Гарольда Вільсона та Джеймса Каллагана, коли вони розглядали відповіді на кризу фунта стерлінгів 1976 року. AES закликала Британію зайняти протекціоністську позицію в міжнародній торгівлі, в тому числі скасувати своє нещодавнє рішення про вступ до Європейського спільного ринку, і запровадити політику нульового доходу для боротьби з інфляцією. Бенн вважав, що такий підхід більше відповідає традиційній політиці лейбористів і матиме найсильніших прихильників у профспілках, які енергійно підтримуватимуть уряд всупереч опозиції з боку фінансового сектору та «командних висот» промисловості. Зрештою, він був відкинутий на користь соціального контракту та значного скорочення державних витрат як умови кредиту Міжнародного валютного фонду, який підтримав фунт після кризи фунта стерлінгів.
Ліве крило Лейбористської партії, критикуючи ревізіоністський підхід і Суспільний договір, також не було одностайним у підтримці АЕС. Багато хто вважав, що вона не пішла достатньо далеко або уникала питання націоналізації. Феміністки, зокрема, критикували його за те, що він зосереджувався на традиційно чоловічих робочих місцях на виробництві та ігнорував ширші проблеми, з якими стикається дедалі більша кількість жінок у складі робочої сили, віддаючи перевагу зосередженню на ширших соціальних питаннях, а не лише на умовах праці та заробітній платі - традиційних сферах, у яких профспілки вели переговори з роботодавцями.

### Реформи трудового законодавства 1960-70-х років
У 1968 році уряд Вільсона призначив Комісію Донована для перегляду британського трудового законодавства з метою зменшення кількості днів, втрачених через страйки щороку; багато британців вважали, що профспілки були надто потужними, незважаючи на економічне зростання країни після війни. Значна частина проблеми полягала в паралельній системі «офіційних» підписаних угод між профспілками і роботодавцями та «неофіційних», часто неписаних угод на місцевому рівні, між профспілковими комітетами і менеджерами, які на практиці часто мали перевагу над офіційними. Уряд відреагував на це документом «Замість розбрату» (In Place of Strife), підготовленим Державним секретарем з питань зайнятості Барбарою Касл, який рекомендував обмежити право профспілок на проведення страйків, зокрема, вимагати проведення страйків після голосування членів профспілки та штрафувати профспілки за проведення неофіційних страйків.
Конгрес профспілок (TUC) рішуче виступив проти прийняття рекомендацій Касла, а Каллаган, тодішній міністр внутрішніх справ, очолив бунт в уряді, який призвів до відмови від них. Каллаган не вірив, що це буде ефективно для припинення неофіційних страйків, що пропозиції не можуть бути прийняті, і що ці зусилля створять непотрібну напруженість між урядом і профспілками, які є ключовими для його політичної сили.
Після перемоги консерваторів на виборах наступного року вони прийняли власне законодавство для вирішення цієї проблеми. Закон про промислові відносини 1971 року, частково змодельований на основі американського закону Тафта–Гартлі, був прийнятий всупереч рішучій опозиції профспілок, містив багато з тих самих положень, що й «Замість страйку», і чітко визначав, що офіційні колективні договори матимуть силу закону, якщо в них не буде застережень про протилежне. Він також створив Національний суд з питань трудових відносин для розгляду спорів і вніс профспілки до центрального реєстру для забезпечення дотримання їхніх правил.
Новий прем'єр-міністр Едвард Гіт сподівався, що новий закон вирішить не лише проблему страйків, але й стрімкої інфляції, яка вразила британську економіку (разом з іншими індустріальними капіталістичними економіками) в той час, усунувши потребу в окремій політиці доходів, шляхом стримуючого впливу на підвищення заробітної плати, якого вимагали профспілки. Постійний опір профспілок Закону про трудові відносини призвів до того, що Палата лордів винесла рішення на їхню користь щодо демонстрацій і широких неофіційних страйків після ув'язнення Пентонвільської п'ятірки за продовження пікетування лондонського контейнерного депо всупереч рішенню суду, що підірвало законодавство. Вперше за майже півстоліття шахтарі офіційно оголосили страйк у 1972 році; через два місяці страйк було врегульовано, і шахтарі отримали 21-відсоткову надбавку до зарплати, що становить менше половини того, чого вони вимагали спочатку.
Гіт звернувся до політики доходів; інфляція продовжувала погіршуватися. Від політики доходів відмовилися у 1973 році, коли тогорічне нафтове ембарго призвело до того, що ціни на нафту за кілька місяців зросли майже вдвічі. Щоб задовольнити попит на тепло взимку, уряд був змушений повернутися до використання вугілля, надавши Національній профспілці гірників більше важелів впливу. У листопаді того ж року уряд оголосив надзвичайний стан, а на початку 1974 року обмежив всі другорядні підприємства трьома днями електроенергії щотижня для економії електроенергії. Шахтарі, які бачили, як їхнє зростання за два роки до цього перетворилося на скорочення заробітної плати в реальному вираженні через інфляцію, яку уряд не зміг взяти під контроль, переважною більшістю голосів проголосували за страйк наприкінці січня.
Через два тижні уряд відреагував, призначивши вибори під гаслом «Хто керує Британією?». Наприкінці місяця консерватори вже не мали влади; лейбористи і Вільсон повернулися, але без більшості. Вони змогли ухвалити Закон про охорону здоров'я, безпеку на роботі тощо. Акт 1974 року, який скасував Закон про промислові відносини уряду Гіта.
У жовтні Вільсон здобув більшість у три мандати, але все ще потребував коаліції з Ліберальною партією, щоб мати більшість у багатьох питаннях. Каллаган, нині міністр закордонних справ, був присутній на неформальній зустрічі в Чекерсі разом зі своїми колегами-членами кабінету міністрів, де він розмірковував про можливість «...краху демократії», жартуючи з ними, що «якби я був молодим, я б емігрував».

### Політика доходів
Вільсон і Каллаган, який змінив його на посаді прем'єр-міністра після того, як Вільсон пішов у відставку за станом здоров'я в 1976 році, продовжували боротися з інфляцією, яка досягла піку в 26,9 відсотка за 12 місяців до серпня 1975 року. Демонструючи ринкам фіскальну відповідальність, уряд хотів уникнути значного зростання безробіття. В рамках кампанії зі зниження інфляції уряд уклав «Соціальний договір» з Конгресом профспілок (TUC), який передбачав добровільну політику доходів, за якою підвищення заробітної плати робітникам обмежувалося рамками, встановленими урядом. Попередні уряди запроваджували політику доходів, підкріплену актами Парламенту, але в Соціальному договорі було домовлено, що цього не станеться.

#### Фази І та ІІ
Перший етап політики оплати праці було оголошено 11 липня 1975 року в офіційному документі під назвою «Атака на інфляцію». У ній пропонувалося обмежити підвищення заробітної плати 6 фунтами на тиждень для всіх, хто заробляє менше 8 500 фунтів на рік. Генеральна рада Конгресу профспілок (TUC) прийняла ці пропозиції 19 голосами проти 13. 5 травня 1976 року МКП прийняла нову політику підвищення заробітної плати на 1976 рік, починаючи з 1 серпня, від 2,50 до 4 фунтів стерлінгів на тиждень з подальшим розкладом на наступні роки. На щорічному з'їзді 8 вересня 1976 року TUC відхилила пропозицію, яка закликала до повернення до вільних колективних переговорів (що означало відсутність політики доходів взагалі) після закінчення Етапу І 1 серпня 1977 року. Ця нова політика була Фазою ІІ політики доходів.

#### Фаза ІІІ
15 липня 1977 року канцлер скарбниці Деніс Хілі оголосив про початок третього етапу політики доходів, який передбачав поетапне повернення до вільних колективних переговорів, без «вседозволеності». Після тривалих переговорів Конгрес профспілок (TUC) погодився продовжити помірне підвищення заробітної плати, рекомендоване на 1977-78 роки в рамках Етапу ІІ, і не намагатися переглядати угоди про оплату праці, укладені за попередньої політики, а уряд погодився не втручатися в переговори щодо заробітної плати. Консервативна партія критикувала владу профспілок і відсутність сильнішої політики на період з літа 1978 року. Рівень інфляції продовжував знижуватися до 1977 року, а до 1978 року річний темп інфляції був нижчим за 10 відсотків.
Наприкінці року Бернард Донохью, головний політичний радник Каллагана, надіслав йому записку з аналізом можливих дат виборів. Він дійшов висновку, що наступний жовтень або листопад був би найкращим варіантом, оскільки економіка, ймовірно, залишатиметься в хорошій формі до того часу. Після цього, писав він, перспективи стають неясними, оскільки ймовірним є тиск з боку власної політики уряду щодо доходів.

#### П'ятивідсотковий ліміт
Під час обіду на Даунінг-стріт у травні 1978 року з редакторами та репортерами Daily Mirror —запитав, чи вірять вони, що запланована Фаза IV буде успішною, як він вважав, якщо профспілки та їхні члени зрозуміють, що це найкращий спосіб утримати лейбористів при владі. Більшість говорили йому, що це буде важко, але не неможливо. Джеффрі Гудман не погодився, заявивши, що, на його думку, для профспілкових лідерів буде неможливо утримати своїх членів від вимоги підвищення заробітної плати. «Якщо це так, то я перестрибну через голови профспілкових лідерів і звернуся безпосередньо до їхніх членів - і до виборців», - відповів прем'єр-міністр. «Ми повинні витримати лінію щодо заробітної плати, інакше уряд впаде».
21 липня 1978 року канцлер скарбниці Деніс Хілі представив нову «Білу книгу», яка встановлювала орієнтир для підвищення заробітної плати на 5 відсотків за рік, починаючи з 1 серпня. Каллаган був сповнений рішучості утримати інфляцію на рівні однозначних цифр, але профспілкові лідери попередили уряд, що 5-відсоткова межа є недосяжною, і закликали до більш гнучкого підходу з діапазоном виплат між 5 і 8 відсотками. Террі Даффі, президент AUEW, назвав цю межу «політичним самогубством». Хілі також приватно висловив скептицизм щодо досяжності ліміту. Конгрес профспілок (TUC) переважною більшістю голосів 26 липня відхилив ліміт і наполягав на поверненні до вільних колективних переговорів, як їм було обіцяно.
Очікувалося, що Каллаган призначить загальні вибори восени, і що 5-відсотковий бар'єр буде переглянутий у разі перемоги лейбористів. На приватній вечері перед тогорічною конференцією Конгресу профспілок (TUC) Каллаган обговорював виборчу стратегію з лідерами найбільших профспілок. Він запитав, чи варто призначати осінні вибори; за винятком Г'ю Скенлона, президента Конфедерації профспілок суднобудівників та інженерів, усі вони закликали його призначити їх не пізніше листопада. За їхніми словами, якщо це станеться пізніше, вони не зможуть гарантувати, що їхні члени залишаться на роботі і не вийдуть на пікети взимкуr.
Несподівано, однак, 7 вересня Каллаган оголосив, що він не буде призначати загальні вибори тієї осені, а намагатиметься пережити зиму з подальшим обмеженням заробітної плати, щоб економіка була в кращому стані для підготовки до весняних виборів, тому 5-відсотковий ліміт залишився в силі. Обмеження заробітної плати офіційно називалося «Фаза IV», але більшість людей називали його «5-відсотковою межею». Хоча уряд не зробив 5-відсоткову межу законодавчою вимогою, він вирішив накласти штрафні санкції на приватних і державних підрядників, які порушили цю межу.

### Зміни у робітничому русі
Між 1966 та 1979 роками британські профспілки змінювалися та ставали більш різноманітними. Здебільшого зростання членства в профспілках відбувалося за рахунок жінок, які поверталися на роботу або вступали до неї — 73% з них вступили до профспілки протягом цього періоду, тоді як 19,3% чоловіків, які тільки-но почали працювати, зникли з виробничих професій, які традиційно були переважно чоловічими. Чорношкірі та азійські робітники також поповнили лави профспілок; у 1977 році 61% чорношкірих чоловіків, які працювали, належали до профспілки, на відміну від 47% білих чоловіків. Азійські жінки стали обличчям робітничого руху під час Гранвікської суперечки 1976–1978 років щодо оплати та умов праці на заводі з переробки кіноплівки в передмісті Лондона.
У профспілках влада також переходила до рядових членів. Політичні потрясіння кінця 1960-х років у Європі та Сполучених Штатах вивели демократію участі на перший план, і робітники відчули, що вони повинні приймати рішення, в тому числі про те, коли і чи варто страйкувати, що до цього часу було прерогативою профспілкового керівництва. Г'ю Скенлон, який очолив Об'єднану профспілку інженерно-технічних працівників (AUEW) у 1967 році, і Джек Джонс, генеральний секретар Транспортної профспілки (TGWU) незабаром після цього, були відомі серед профспілкових лідерів як "сумнівний дует" за їхню пропаганду децентралізації.

#### Незадоволені державні службовці
Багато нових членів також приходили з державних установ. У 1974 році близько половини всієї британської робочої сили було об'єднано в профспілки, але 83,1 відсотка всіх працівників державного сектору були членами профспілок. У секторі охорони здоров'я цей показник сягав 90 відсотків. Серед державних службовців, які вступали до профспілок, було багато жінок.
Державні службовці перебували в особливо складному становищі щодо політики доходів. Уряди утримували заробітну плату своїх працівників, і без того нижчу, ніж у їхніх колег з приватного сектору, на низькому рівні як тому, що могли, так і тому, що хотіли подати приклад приватному сектору - приклад, який приватний сектор рідко наслідував. Їхні профспілки також були розчаровані тим, що їхня зростаюча чисельність ще не призвела до відповідного впливу в TUC.
Ці питання досягли апогею під час страйку пожежників 1977 року, страйку, який викликав конфлікт у багатьох пожежників, оскільки вони знали, що відмовляться від свого професійного обов'язку захищати життя, але відчували, що більше не можуть зводити кінці з кінцями з їхньою зарплатою. Вони вимагали 30-відсоткового підвищення, що на 20 відсотків перевищувало встановлений на той час урядом ліміт, а також обмеження до 42 годин роботи на тиждень. Уряд у відповідь оголосив надзвичайний стан і ввів армійські війська на заміну. Наприкінці страйку TUC проголосувала за те, щоб не проводити кампанію на підтримку пожежників, щоб зберегти свої відносини з урядом.